# آلن بولاک
آلن بولاک (انگلیسی: Alan Bullock؛ ۱۳ دسامبر ۱۹۱۴ – ۲ فوریه ۲۰۰۴ (۸۹ ساله)) سیاست‌مدار اهل بریتانیا بود.
وی همچنین برندهٔ جوایزی همچون شوالیه (عنوان) و عضو آکادمی بریتانیا شده‌است.